# الغواصة الألمانية يو-51 (1938)
غواصة يو-51  غواصة يو ألمانية من الفئة الثانية بي بنيت لسلاح بحرية ألمانيا النازية كريغسمارينه، في أحواض بناء السفن الألمانية التابع لفريدريش كروب في كيل خلال الحرب العالمية الثانية.